# Olesicampe nigroplica
Olesicampe nigroplica là một loài tò vò trong họ Ichneumonidae.